# Holosijiv
Holosijiv (ukrajinsky Голосіїв, rusky Голосеево, Holosejevo) je území a městská část ukrajinské metropole, která se nachází na pravém břehu Dněpru v Holosijivském rajónu. Území sahá od ulice Vasylkivské kolem stanice metra Vystavkovyj centr k Holosijivskému přírodnímu parku.
Osada zde vznikla v roce 1541 a v roce 1631 zde Petro Mohyla postavil první kostel, který patřil Kyjevskopečerské lávře. Po první světové válce byla v Holosijivském lese založena biologická a environmentální univerzita a po druhé světové válce zde byl vybudován Národní komplex Expocenter Ukrajiny. Ve čtvrti se také nachází skanzen, hlavní observatoř akademie věd a národní přírodní park Holosijiv.
Čtvrť obsluhují trolejbusy, autobusy a metro, na území čtvrtě se nachází tři stanice a to Holosijivska, Vasylkivska a Vystavkovyj centr.